# Augusta af Heurlin
Augusta Helena af Heurlin, född Bergbom 6 januari 1847 i Viborg – som då tillhörde Finland, död 3 september 1918 i Vasa, var en finländsk filantrop och pionjär inom skolbespisning. 
af Heurlin var aktiv inom det finska föreningslivet, bland annat i Finska kvinnoföreningen och hon var en förespråkare för flickors och kvinnors rätt till yrkesutbildning. År 1905 grundade hon Koulukeittoyhdistys (ungefär Skolmatsföreningen) vars mål var att erbjuda ett varmt mål mat åt folkskolebarn. 
af Heurlin var syster till Kaarlo Bergbom och Ossian Wuorenheimo.